# Регоб
Регоб (Рехов, Ругубі) (*𐤓𐤇𐤁י‎‎; д/н — бл. 855 до н. е.) — цар Аммону близько 870—855 років до н. е.

## Життєпис
Відомості про нього вкрай обмежені. Невідомо достеменно про його попередників. Є окремі згадки в Біблії. Також на Курхському моноліті (ассирійській стелі) згадується Біт-Ругубі (Будинком Регоба). З огляду на останнє можливо Регоб був засновником нової правлячої династії Аммона.
Помер близько 855 року до н. е. Йому спадкував син Бааша.